# Горная страна

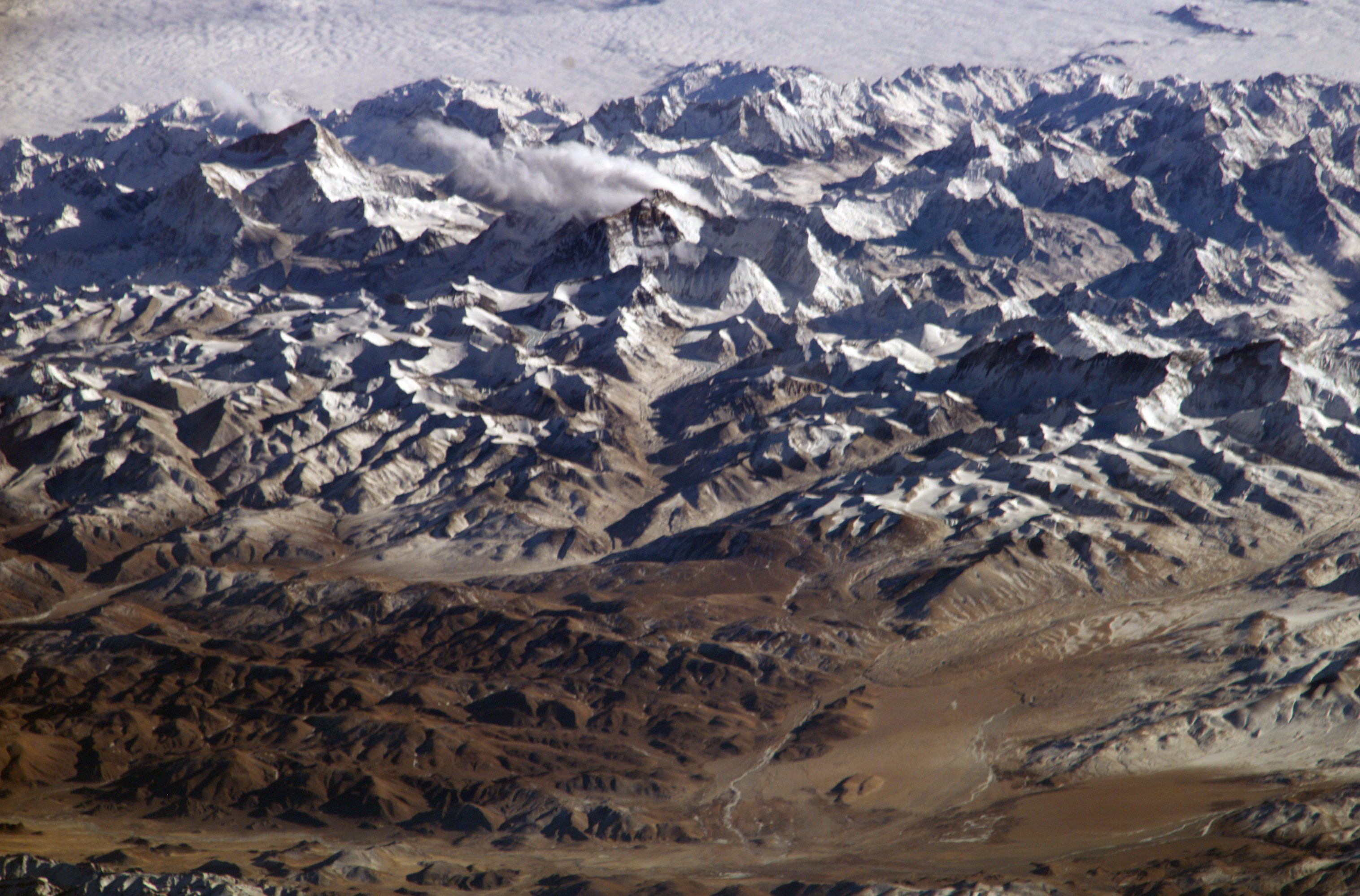
Гималаи — самая высокая горная система в мире. Вид из космоса

Го́рная страна́ — обширный участок земной поверхности большой протяжённости (до нескольких тысяч километров) и сложной конфигурации со складчатой и складчато-глыбовой структурой земной коры, поднятый до высоты нескольких тысяч метров над уровнем моря и окружающих равнин, характеризующийся в своих пределах резкими колебаниями высот.
Имеет определённые границы и географическое название (например: Альпы, Кавказ, Алтай, Памир, Тянь-Шань). Одна или несколько горных стран могут входить в горную систему или совпадать с ней. Иногда термин используется как синоним термина «горы».
Рельеф горных стран является результатом сложных деформаций земной коры, обусловленных тектоническими движениями, и последующего расчленения, главным образом вследствие размывающей деятельности рек.